# Didier Denis
Pour les articles homonymes, voir Denis.
Didier Denis est un compositeur français né le 5 novembre 1947 à Paris.

## Biographie
Didier Denis naît le 5 novembre 1947 à Paris,.
Il étudie au Conservatoire de Paris avec Henri Challan (harmonie), Marcel Bitsch (contrepoint et fugue), Jean Rivier (composition) et Olivier Messiaen (analyse et composition), compositeur qui va durablement l'influencer « dans sa conception du rythme et du déroulement du temps »,. Au sein de l'établissement, il obtient plusieurs prix entre 1958 et 1971.
En 1968-1969, Didier Denis est lauréat du Prix de la Fondation de la Vocation,.
En 1969 et 1971, il obtient le Prix de la Fondation Lili Boulanger.
Entre 1971 et 1973, il est pensionnaire de l'Académie de France à la Villa Médicis à Rome,.
Lauréat du Prix de la Sacem en 1973 et 1984 et de la « Villa Médicis hors les murs » en 1987, Didier Denis est inspecteur de la musique au Ministère de la Culture entre 1982 et 1991. Après une année sabbatique accordée par le ministère, durant laquelle il se consacre exclusivement à la composition, il devient professeur de composition au Conservatoire de Toulouse puis directeur de l'École de musique et de l'ensemble instrumental de l'Ariège en 1992.
Comme compositeur, passionné par la voix, Didier Denis est notamment l'auteur de nombreuses œuvres vocales, dont Cinq fois je t'aime (1968, créée à Paris en 1970) pour colorature, récitant et orchestre. D'une façon générale, au sein d'un large catalogue qui recouvre divers genres, « il sait allier un souci de la forme à une grande fraîcheur dans le coloris orchestral ».

## Œuvres
Parmi ses œuvres, figurent :

### Musique pour orchestre ou pour ensemble
- Chants de Tse Yeh pour piano et 12 instruments (1966) ;
- Lèvres, rouge pour alto et 30 instruments (1973) ;
- Les Herbes folles de la campagne pour 71 guitares, soprano et luth (1975) ;
- T'aimer beaucoup, t'aimer d'amour, sept fois d'amour pour cor et 60 instruments à cordes (1985) ;
- Urbicande symphonie (1985-1988) ;
- des musiques de scène.

### Musique de chambre
- Trio pour flûte, clarinette et basson (1966) ;
- Fugue indoue pour 2 groupes d'instruments à percussion (1968) ;
- Triangle au soleil à 7 branches pour quartette de jazz et 11 instrumentistes (1969) ;
- Amore stelle pour flûte en sol et alto (1983) ;
- Ivre de t'aimer beaucoup, ivre de t'aimer d'amour, ivre de l'aimer trente et une fois d'amour pour violoncelle et 23 instruments à vent (1987) ;
- des pièces pour instruments seuls.

### Musique vocale
- Sagesse, force, beauté, l'amour pour soprano coloratura, 12 instruments et 6 instruments à percussion (1967) ;
- Cinq fois je t'aime, sur des textes de Boris Vian, pour récitant, soprano et orchestre (1968) ;
- Puzzle pour voix, guitare espagnole et percussion (1970) ;
- C'est pas une raison pour soprano, ténor, batteur de jazz, 10 instrumentistes et bande enregistrée (1970) ;
- Trois !!! partout... pour soprano et 6 instrumentistes (1971) ;
- La Vieille danse pour soprano et 6 instrumentistes (1972) ;
- Le Coq pour 12 voix mixtes (1972) ;
- Obscur et froncé comme un œillet violet, pour soprano coloratura, soprano, 42 voix mixtes et 6 instrumentistes (1972) ;
- Khamaïleôn pour soprano et 3 clarinettes en la (1986) ;
- Les Temps sont révolus pour voix et instrument (6 versions ; 1991 ; pour soprano et 27 instrumentistes (1992) ;
- À la grâce de Dieu pour soprano lyrique, chœur d'enfants (18 voix) et 10 instrumentistes (1992) ;
- des pièces pour voix seule ;
- des pièces pédagogiques.